# أبو عمرو الشاري
أبو عمرو الشاري (توفي سنة 184هـ / 800م) هو ثائر خارجي، ثار على الخلافة العبَّاسية في عهد الخليفة هارون الرَّشيد سنة 184هـ / 800م، وقُتل في نفس العام.

## ثورته ومقتله
خرج أبو عمرو الشاري على الخلافة العبَّاسية في سنة 184هـ / 800م. ولمواجهة هذه الثورة، وجَّه الخليفة هارون الرشيد القائد العسكري زهير القصاب على رأس الجيش العباسي لقتاله. التقى الطرفان في شهرزور بين أربِل وهمذان، وانتهت وتمكن بمقتل أبي عمرو الشاري والقضاء على حركته سريعًا.

### فهرس المنشورات
1. 1 2  ابن الأثير (2005)، ص. 875.

### معلومات المنشورات كاملة
الكتب مرتبة حسب تاريخ النشر
- ابن الأثير الجزري (2005)، الكامل في التاريخ، مراجعة: أبو صهيب الكرمي، عَمَّان: بيت الأفكار الدولية، OCLC:122745941، QID:Q123225171